# Sorengo
Sorengo est une ville et une commune du canton du Tessin, située dans le district de Lugano.

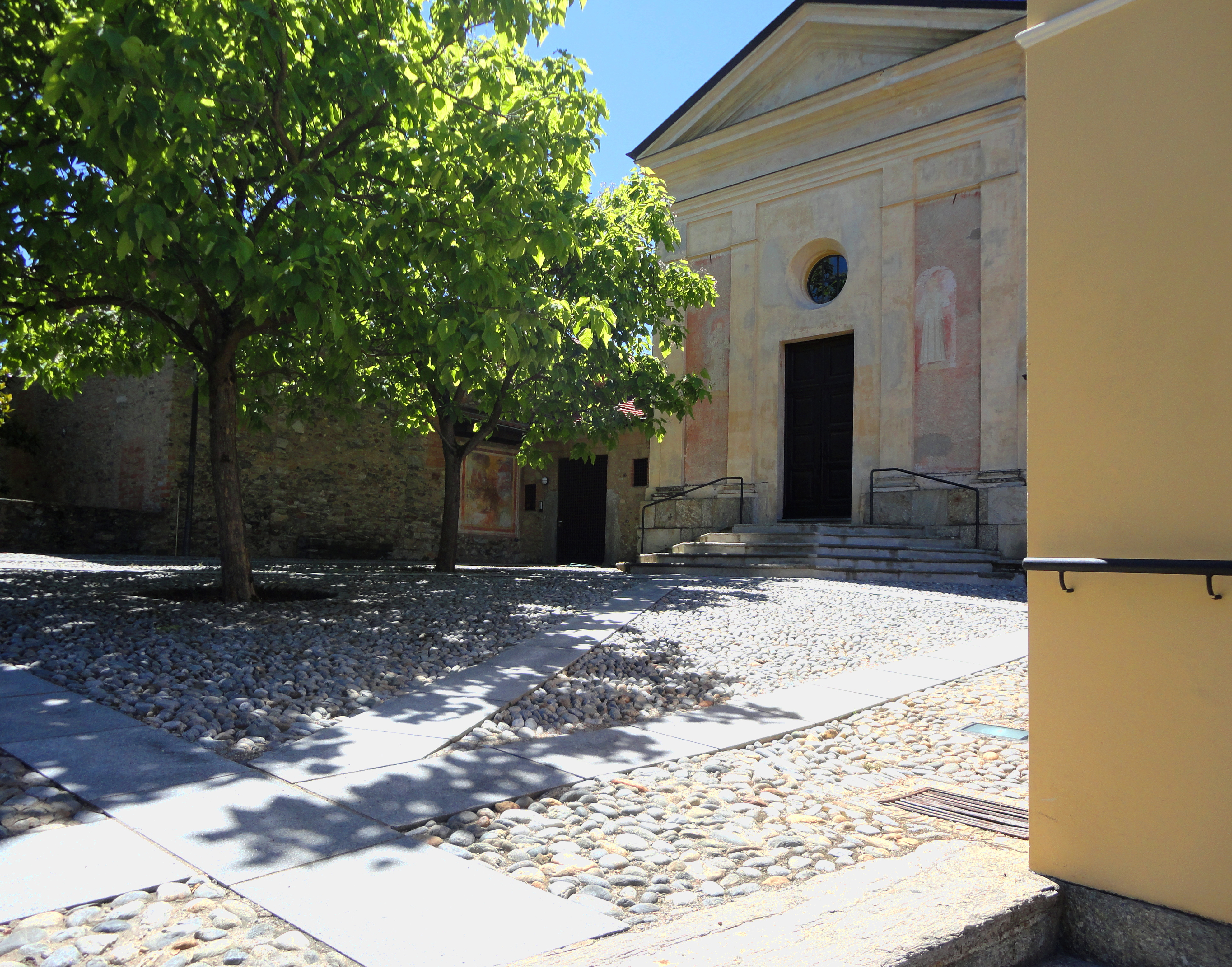
Église Sainte-Marie de l'Assomption à Sorengo.

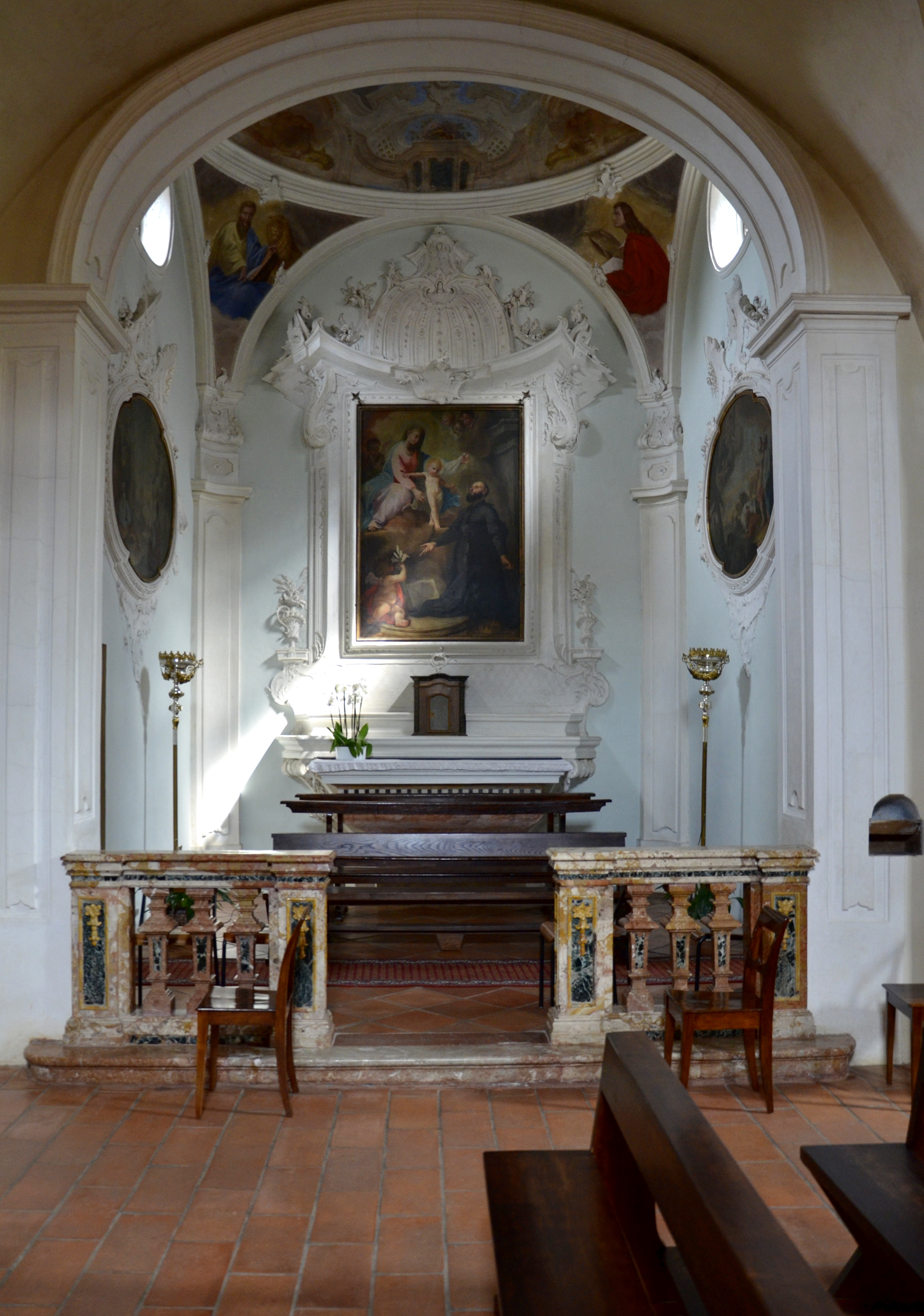
Église Sainte-Marie de l'Assomption, intérieur.

## Personnalités
- Anders Arborelius, évêque
- Hélène Binet, photographe d'architecture
- Monica Bonfanti, née en 1970 à Sorengo, criminaliste suisse
- Mattia Bottani, footballeur
- Michel Buzzi, acteur
- Lara Gut, skieuse
- Mickey Hardt, acteur
- Emmy Hennings, artiste, cofondatrice du mouvement Dada[3]
- Michelle Hunziker, mannequin
- Alessandro Lurati (2004-), joueur de hockey sur glace
- Lorenzo Quadri, homme politique